# Ctenitis tonduzii
Ctenitis tonduzii là một loài dương xỉ trong họ Dryopteridaceae. Loài này được Christ L.D. Gómez mô tả khoa học đầu tiên năm 1977.